# Helina nevadensis
Helina nevadensis este o specie de muște din genul Helina, familia Muscidae, descrisă de Lyneborg în anul 1970. Conform Catalogue of Life specia Helina nevadensis nu are subspecii cunoscute.